# Porcellio ombrionis
Porcellio ombrionis es una especie de crustáceo isópodo terrestre de la familia Porcellionidae.

## Distribución geográfica
Es endémica de La Gomera y El Hierro (España).